# 比隆邊疆區

1004年的比隆邊疆區

比隆邊疆區（德語：Billunger Mark）或比隆邊疆區（Markder Billunger）是10世紀薩克森公國東北部的一個邊疆區。它以管理它的家族比隆家族命名。
邊疆區從易北河到達波羅的海，從薩克森界牆到達東部的佩恩河，大致是今天東荷爾斯泰因、梅克倫堡和西波美拉尼亞部分地區的領土。德國向比隆邊疆區的擴張是“自然的”，而定居點則是“真正的殖民化”。這可以與對比隆南部的格羅边疆区的軍事佔領形成鮮明對比。
比隆邊疆區成立於936年，當時薩克森公爵和東法蘭克國王奧托二世任命赫爾曼·比隆为邊境伯爵（margrave，或译藩侯），授予他對邊界的控制權，並統治西斯拉夫奧博特人部落，包括波拉比安斯拉夫人。